# دریاچه کراتر

سراسرنمای دریاچه کراتر

دریاچه کراتر (انگلیسی: Crater Lake) یک دریاچه آتشفشانی در اورگن واقع در غرب آمریکا است که عارضه اصلی پارک ملی کریتر لیک به‌شمار می‌رود و به دلیل شفافیت و وضوح آب عمیق و رنگ آبی آن معروف است. این دریاچه بخشی از یک کاسه آتشفشانی به عمق ۶۵۵ متر را پر کرده که حدود ۷٬۷۰۰ سال پیش به وجود آمده‌است. هیچ رودخانه‌ای به دریاچه وارد یا از آن خارج نمی‌شود و تبخیر آب از سطح دریاچه به وسیله بارش باران و برف جبران می‌شود، به گونه‌ای که کل حجم آب دریاچه در هر ۲۵۰ سال جایگزین می‌شود. این دریاچه با ژرفای ۵۹۴ متر عمیق‌ترین دریاچه در ایالات متحده آمریکا و نهمین دریاچه عمیق دنیا بر پایه بیشینه ژرفا و سومین دریاچه دنیا بر پایه میانگین ژرفا به‌شمار می‌رود.